# Museum van de Weg

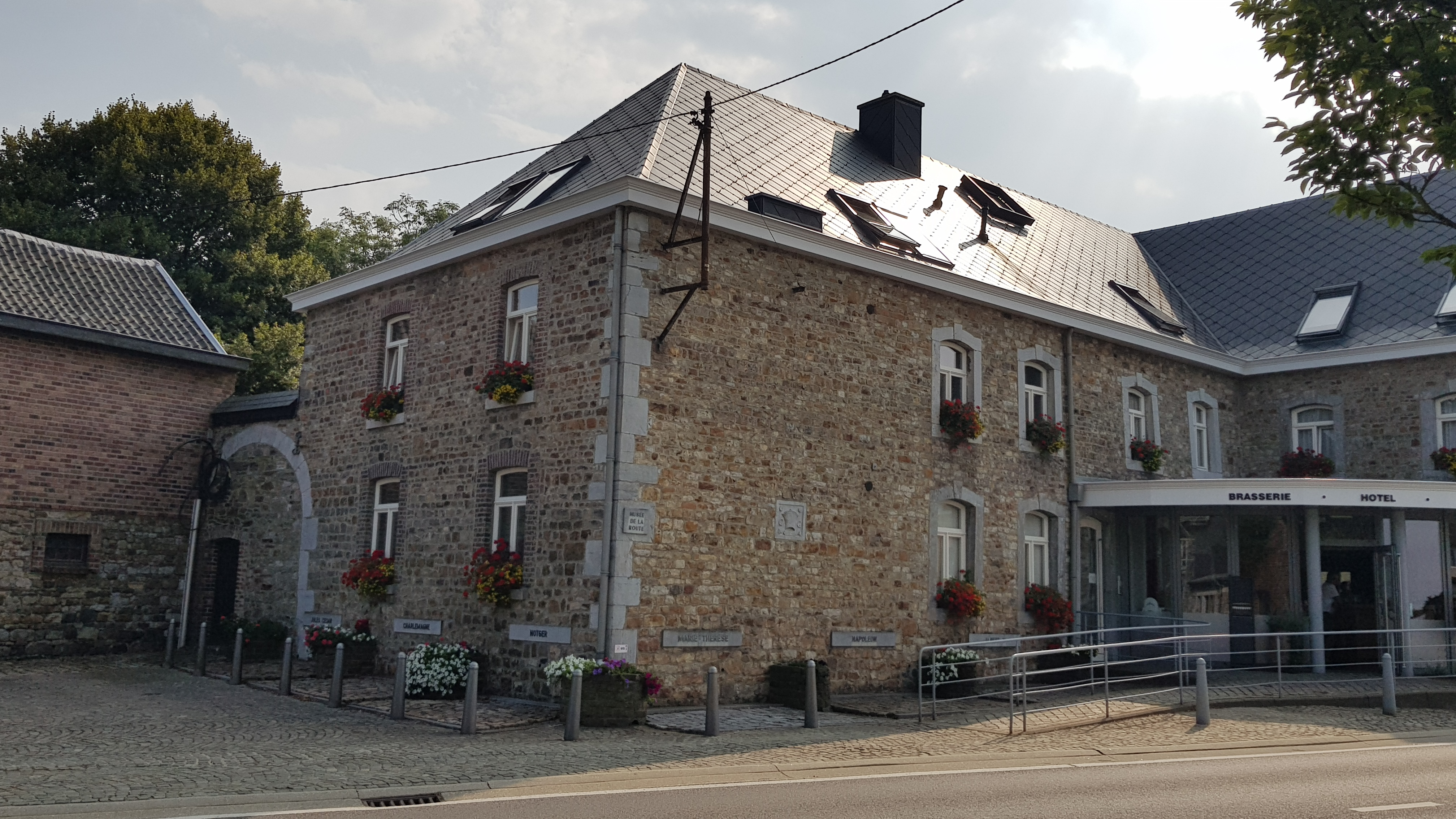
Museum van de Weg

Het Museum van de Weg (Musée de la Route) is een museum in het tot de Belgische gemeente Welkenraedt behorende dorp Henri-Chapelle, gelegen aan de Rue Charlemagne nabij café-restaurant La Couronne.
Het "museum" ligt in de open lucht en werd aangelegd door de buurtbewoners en toont de reconstructie van het wegdek in zes verschillende tijdperken: Dat van de Romeinen, van Karel de Grote, van Notger, van keizerin Maria Theresia, van Napoleon, en van koning Albert I.